# فليت ستريت
شارع الصحافة أو فليت ستريت أو شارع فليت (بالإنجليزية: Fleet Street)‏ أحد شوارع مدينة لندن ويقع في حي الصحافة في لندن. في وقت من الأوقات كانت معظم الصحف القومية البريطانية تتخذ مكاتب لها في شارع فليت أو على مقربة منه. وخلال الثمانينات من القرن الماضي عندما حلت التقنية الجديدة محل طرق الإنتاج العتيقة، انتقلت كل الصحف القومية إلى مواقع جديدة خارج منطقة شارع فليت. لكن لايزال يطلق على أي صحافي يعمل في الصحف القومية اسم صحفي شارع فليت.
تتخذ كل الصحف القومية اليومية تقريبا مكاتب رئيسية لها في الطرف الشرقي من لندن، عادة شرقي شارع فليت. ومن هذه الصحف الديلي إكسبريس، والديلي ميل، والديلي ميرور، والديلي تلجراف، والإندبندنت، والمورنينج ستار، والصن، والتايمز. هناك بعض الصحف مثل الجارديان والديلي ستار تقع مكاتب تحريرها شرقي لندن، ولكنها تطبع خارج لندن.
بعد أن كانت طريقًا مهمًا منذ العصر الروماني، تم إنشاء الشركات على طول الطريق خلال العصور الوسطى. عاش كبار رجال الدين في شارع فليت خلال هذه الفترة حيث توجد العديد من الكنائس بما في ذلك كنيسة المعبد [الإنجليزية] و كنيسة القديسة برايد [الإنجليزية]. اشتهر شارع فليت بالطباعة والنشر في بداية القرن السادس عشر وأصبح التجارة المهيمنة حتى أنه بحلول القرن العشرين بدأت معظم الصحف الوطنية البريطانية [الإنجليزية] تعمل من هنا. انتقل جزء كبير من الصناعة في الثمانينيات بعد أن أقامت أخبار المملكة المتحدة [الإنجليزية] مباني أرخص في وابينغ [الإنجليزية]، ولكن تم إدراج بعض مباني الصحف السابقة وتم الحفاظ عليها. يظل مصطلح «شارع فليت» مرادفًا للصحافة الوطنية البريطانية، ولا تزال الحانات في الشوارع التي كان يتردد عليها الصحفيون ذات مرة ذات شعبية.
يحتوي شارع فليت على عدد كبير من الآثار والتماثيل بطولها، بما في ذلك التنين في تمبل بار والنصب التذكارية لعدد من الشخصيات من الصحافة البريطانية، مثل صمويل بيبس ولورد نورثكليف. تم ذكر الشارع في العديد من أعمال تشارلز ديكنز وهو موطن القاتل الخيالي سويني تود.

## الجغرافيا

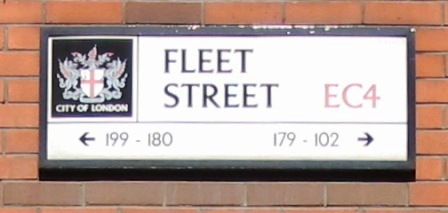
علامة طريق فليت ستريت. يمتد ترقيم الشوارع على التوالي من الغرب إلى الجانب الجنوبي الشرقي ثم من الشرق إلى الغرب من الجانب الشمالي.

تم تسمية شارع فليت على اسم نهر فليت [الإنجليزية]، الذي يمتد من هامبستيد إلى نهر التايمز على الحافة الغربية لمدينة لندن. وهي من أقدم الطرق خارج المدينة الأصلية وقد تم إنشاؤها في العصور الوسطى. في القرن الثالث عشر، كانت تعرف باسم شارع فليت بريدج، وفي أوائل القرن الرابع عشر أصبحت تعرف باسم شارع فليت.
يمتد الشارع شرقًا من تمبل بار [الإنجليزية]، الحد الفاصل بين مدينتي لندن ووستمنستر، كاستمرار لـ ستراند من ميدان ترافالغار. يمر عبر تشانسري لين [الإنجليزية] و فيتر لين [الإنجليزية] للوصول إلى سيرك لودجيت [الإنجليزية] بجوار جدار لندن. الطريق ألامامي هو لودجيت هيل [الإنجليزية]. يمتد ترقيم الشوارع على التوالي من الغرب إلى الجانب الجنوبي الشرقي ثم من الشرق إلى الغرب من الجانب الشمالي. يربط بين الحدود الرومانية والوسطى للمدينة بعد أن تم تمديد هذه الأخيرة. جزء شارع فليت بين تمبل بار وفيتر لين هو جزء من طريق A4 [الإنجليزية]، وهو طريق رئيسي يمتد غربًا عبر لندن، على الرغم من أنه كان يسير على طول الشارع بأكمله وشرقًا عبر كنيسة القديس بولس باتجاه شارع كانون.
أقرب مترو أنفاق لندن محطات هي تيمبل، تشانسيري لين، وبلاكفرايرز محطة الخطوط الرئيسية و محطة سكة حديد مدينة ثيمزلينك [الإنجليزية]. تعمل خطوط حافلات لندن 4 و 11 و 15 و 23 و 26 و 76 و 172 على طول شارع فليت بالكامل، بينما يمتد الطريق 341 بين تمبل بار وفتر لاين.

## التاريخ

### التاريخ المبكر

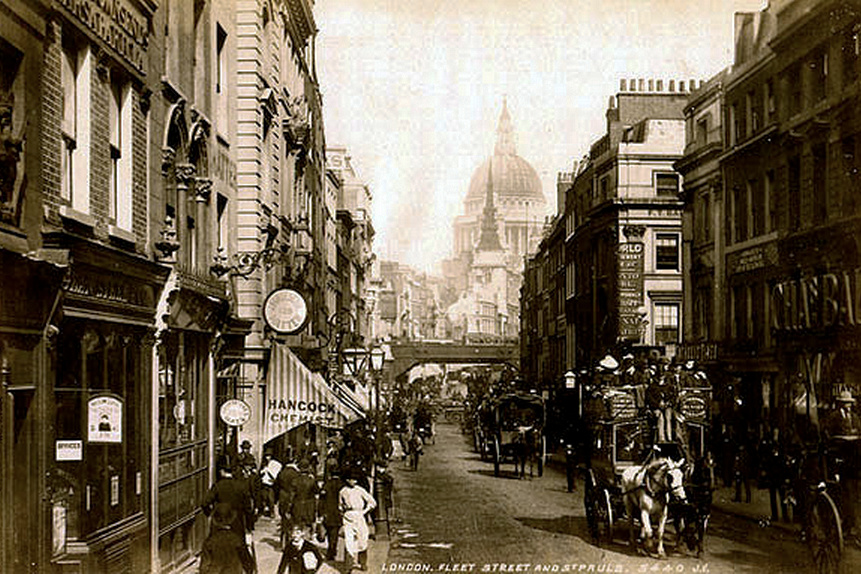
شارع فليت عام 1890

تم إنشاء شارع فليت كطريق عام في لندن الرومانية وهناك أدلة على أن الطريق يقود الغرب من لودجيت بحلول عام 200 بعد الميلاد. كشفت الحفريات المحلية عن بقايا مدرج روماني بالقرب من لودجيت على ما كان يُعرف سجن فليت [الإنجليزية]، لكن روايات أخرى تشير إلى أن المنطقة كانت مستنقعية للغاية بحيث لا يمكن أن يسكنها الرومان بشكل منتظم. لم يحتل الساكسونيون المدينة الرومانية ولكنهم أقاموا لندن الأنجلو ساكسونية غربًا حول ما يعرف الآن باسم الدويش ستريت [الإنجليزية] وستراند.
العديد من الأساقفة يعيشون في جميع أنحاء الشوارع خلال العصور الوسطى، بما في ذلك أساقفة ساليسبري وسانت ديفيدز ورؤساء الكنائس من فافرشام [الإنجليزية]، توكيسبيري [الإنجليزية]، وينككومب [الإنجليزية] و سيرنسستر [الإنجليزية]. دباغة جلود الحيوانات في شارع فليت بسبب النهر القريب، على الرغم من أن هذا التلوث المتزايد أدى إلى حظر إلقاء القمامة بحلول منتصف القرن الرابع عشر. تم إنشاء العديد من الحانات وبيوت الدعارة على طول شارع فليت وتم توثيقها في وقت مبكر من القرن الرابع عشر. تظهر السجلات أن جيفري تشوسر قد تم تغريمه شلنين لمهاجمته راهبًا في شارع فليت، رغم أن المؤرخين المعاصرين يعتقدون أن هذا ملفق.
كان أحد المعالم المهمة في شارع فليت خلال أواخر العصور الوسطى هو القناة التي كانت مصدر المياه الرئيسي للمنطقة. عندما توجت آن بولين ملكة بعد زواجها من هنري الثامن في عام 1533، تدفقت القناة النبيذ بدلاً من الماء. بحلول القرن السادس عشر، كان شارع فليت، إلى جانب جزء كبير من المدينة، مكتظًا بشكل مزمن، وحظر مرسوم ملكي في عام 1580 أي بناء آخر في الشارع. كان لهذا تأثير ضئيل، واستمر البناء، وخاصة الخشب. يعود تاريخ غرفة الأمير هنري [الإنجليزية] فوق بوابة المعبد الداخلي [الإنجليزية] إلى عام 1610 وسميت على اسم هنري فريدريك، أمير ويلز، الابن الأكبر لجيمس الأول، الذي لم ينجو لخلافة والده.

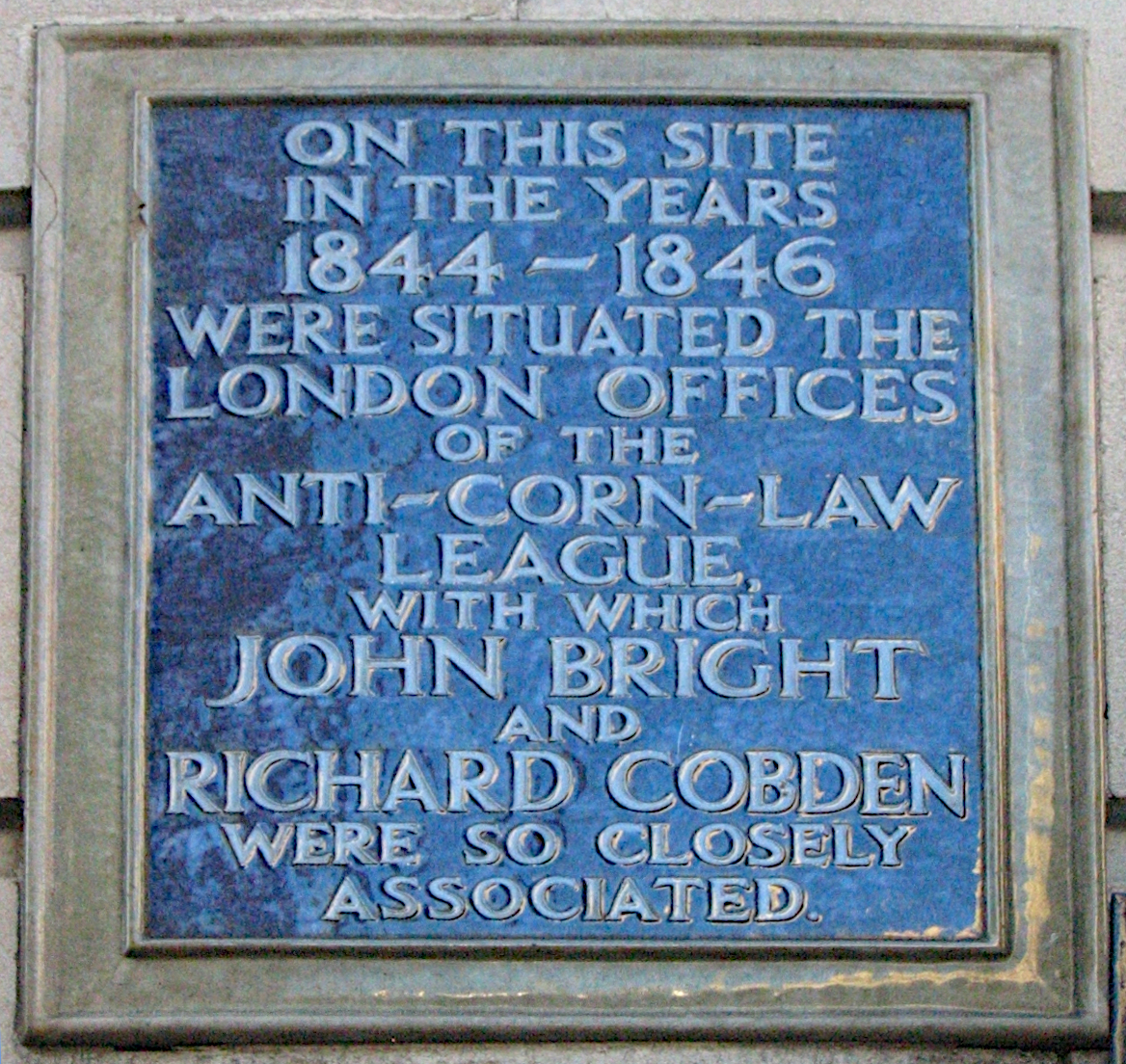
لوحة زرقاء تشير إلى موقع مقر رابطة مكافحة قانون الذرة في مبنى رقم 67 شارع فليت

تم تدمير الجزء الشرقي من الشارع بواسطة حريق لندن العظيم عام 1666، على الرغم من محاولات استخدام أسطول النهر للحفاظ عليه. وصلت أضرار الحريق إلى حوالي فيتر لين [الإنجليزية]، وعُقدت المحكمة الخاصة لـ «محاكم النار» في نزل كليفورد [الإنجليزية]، وهو نزل من شانسري [الإنجليزية] على حافة مدى الحريق، للتحكيم بشأن حقوق المدعين. أعيد بناء الممتلكات بنفس الأسلوب الذي كان عليه قبل الحريق.
خلال أوائل القرن الثامن عشر، كانت عصابة من الطبقة العليا سيئة السمعة تعرف باسم موهوكس [الإنجليزية] تعمل في الشارع مسببة أعمال عنف وتخريب منتظمة. تأسست أعمال شمع السيدة سالمون في غرفة الأمير هنري عام 1711. كان لديه عرض للمعارض المروعة والفكاهة السوداء، بما في ذلك إعدام تشارلز الأول؛ سيدة رومانية، هيرموني، نجا والدها من الجوع بمص صدرها؛ وامرأة أنجبت 365 طفلاً في وقت واحد. كانت أعمال الشمع مطاردة مفضلة لـ وليم هوجرت، ونجحت حتى القرن التاسع عشر. تأسس نادي أبولو، وهو نادي موسيقي، في عام 1733 في حانة الشيطان في شارع فليت بواسطة الملحن موريس غريني [الإنجليزية].
في عام 1763، قام أنصار جون ويلكس، الذين قُبض عليهم بتهمة التشهير ضد إيرل بوت، بإحراق حذاء في وسط الشارع احتجاجًا على بوت. أدت إلى مظاهرات عنيفة وأعمال شغب في عامي 1769 و 1794.
انخفضت الدباغة وغيرها من الصناعات بشكل حاد بعد أن تم توجيه مسار أسطول النهر تحت الأرض في عام 1766. تم توسيع الشارع خلال أواخر القرن التاسع عشر، عندما تم هدم تمبل بار وتم بناء سيرك لودجيت. كان مقر رابطة مكافحة قانون الذُرة [الإنجليزية] في 67 شارع فليت.

### الطباعة والصحافة

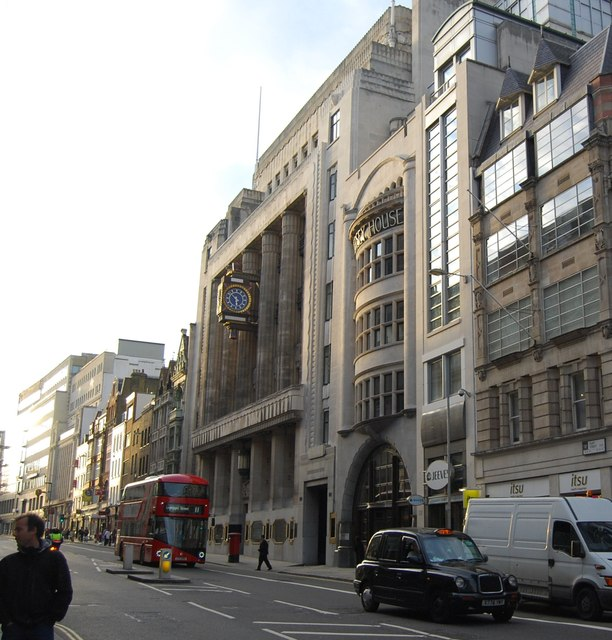
كانت المكاتب السابقة لمبنى ديلي تلغراف في 135 - 141

بدأ النشر في شارع فليت حوالي عام 1500 عندما أنشأ المتدرب ويليام كاكستون، وينكين دي وورد [الإنجليزية]، متجرًا للطباعة بالقرب من شو لين، بينما في نفس الوقت تقريبًا أنشأ ريتشارد بينسون ناشرًا وطابعة بجوار كنيسة سانت دونستان [الإنجليزية]. تبع ذلك المزيد من المطابعين والناشرين، وهم يقومون بشكل أساسي بتوريد التجارة القانونية في النزل الأربعة للمحكمة حول المنطقة،  ولكن أيضًا نشر الكتب والمسرحيات. 
في مارس 1702، نُشر العدد الأول من أول صحيفة يومية في لندن، ديلي كورانت [الإنجليزية]، في فليت ستريت. وتلاها مورنينج كرونيكل [الإنجليزية]. تم تأسيس الناشر جون موراي في مبنى رقم 32 شارع فليت في عام 1762 وظل هناك حتى عام 1812، عندما انتقل إلى شارع ألبيمارل. تم تقييد شعبية الصحف بسبب الضرائب المختلفة خلال أوائل القرن التاسع عشر، وخاصة الرسوم الورقية. مقهى بيلز [الإنجليزية] في مبنى رقم177–8 أصبح شارع فليت شائعًا وكان غرفة اللجنة الرئيسية لجمعية إلغاء واجب الورق، بدءًا من عام 1858. نجحت الجمعية وألغيت الواجب في عام 1861. جنبًا إلى جنب مع إلغاء ضريبة الصحف في 1855، أدى ذلك إلى توسع كبير في إنتاج الصحف في شارع فليت. أصبحت «المطبعة الصغيرة» (الصحف التي تكلف فلسًا واحدًا) شائعة خلال ثمانينيات القرن التاسع عشر وتم دمج العدد الأولي من العناوين في عدد قليل من العناوين المهمة على المستوى الوطني.
بحلول القرن العشرين، سيطرت الصحافة الوطنية والصناعات ذات الصلة على شارع فليت والمنطقة المحيطة به. تم نقل ديلي إكسبريس إلى مبنى 121-8 فليت ستريت في عام 1931، إلى مبنى صممه السير أوين ويليامز. كان أول مبنى حائط ستارة في لندن. لقد نجت من رحيل الصحيفة في عام 1989 وتم ترميمها في عام 2001. ديلي تلغراف كان مقرها في مبنى رقم 135 - 142 [الإنجليزية]. كلاهما مدرجان في الدرجة الثانية. في الثلاثينيات من القرن الماضي، كان المبنى رقم 67 يضم 25 مطبوعة منفصلة؛ بحلول هذا الوقت، اشترت غالبية الأسر البريطانية جريدة يومية منتجة من شارع فليت.
في عام 1986، أثار مالك شركة أخبار المملكة المتحدة [الإنجليزية]، روبرت مردوخ، جدلاً عندما نقل صحيفة ذا تايمز و ذا صن بعيدًا عن شارع فليت إلى مبنى جديد في وابينغ [الإنجليزية]، شرق لندن. اعتقد مردوخ أنه من المستحيل إنتاج صحيفة بشكل مربح في شارع فليت وأن قوة نقابات المطبوعات الرابطة الوطنية للرسوم البيانية [الإنجليزية] (NGA) وجمعية الرسوم البيانية والحلفاء (SOGAT) كانت قوية للغاية (رأي أيده رئيس الوزراء) الوزيرة مارجريت تاتشر). تم إقالة جميع موظفي طباعة فليت ستريت وتم إحضار موظفين جدد من اتحاد الكهرباء والإلكترونيات والاتصالات والسباكة لتشغيل المطابع في وابينغ باستخدام التكنولوجيا الحديثة التي تعمل بالكمبيوتر، مما جعل قوة النقابات القديمة عفا عليها الزمن. تميز نزاع وابينغ [الإنجليزية] الناتج عن احتجاجات عنيفة في فليت ستريت ووابينغ استمرت أكثر من عام، ولكن في النهاية اتبع ناشرون آخرون حذوها وانتقلوا من شارع فليت باتجاه كناري وارف أو ساوثوارك. كانت رويترز آخر منفذ إخباري كبير يغادر شارع فليت في عام 2005. وفي نفس العام، أعلنت الديلي تلغراف وصنداي تلغراف عن عودتهما إلى وسط لندن من كناري وارف إلى مقر جديد في فيكتوريا في عام 2006.
بقي بعض الناشرين في شارع فليت. يقع مكتب دي سي طومسون في لندن، مبتكر البينو، في مبنى رقم 85 توجد أمانة رابطة إذاعات الكومنولث على مبنى رقم 17، كما هو وينتورث للنشر، ناشر مستقل للنشرات الإخبارية والدورات. وكالة أسوشيتد برس لديها مكتب في فليت ستريت كما الحال للسجل اليهودي حتى عام 2013 عندما انتقلت إلى جولدرز جرين. يقع مقر الرابطة البريطانية للصحفيين في مبنى 89 بينما مترو انترناشيونال في مبنى رقم 85.
على الرغم من ابتعاد العديد من الصحف الوطنية البارزة عن شارع فليت، إلا أن الاسم لا يزال مرادفًا لصناعة الطباعة والنشر. تقع مكتبة سانت برايد [الإنجليزية] في شارع سانت برايد لين المجاور، وتضم مجموعة متخصصة تتعلق بالطباعة وصناعة الطباعة وتقدم دورات في تقنيات الطباعة وطرقها. على جدار زقاق العقعق، قبالة شارع بوفري [الإنجليزية]، توجد لوحة جدارية تصور تاريخ الصحف في المنطقة.

### التاريخ الحديث

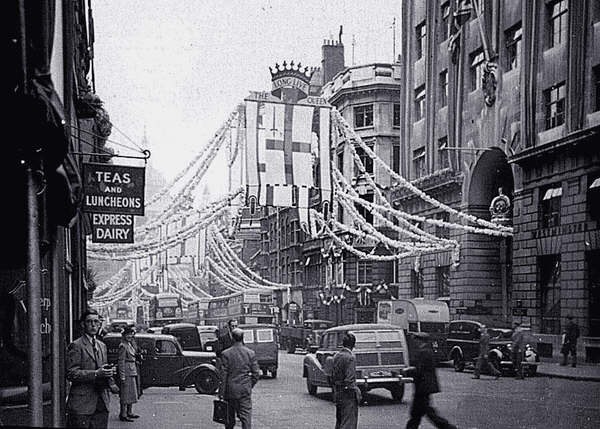
صورة لشارع فليت في عام 1953، مع أعلام معلقة لتتويج الملكة إليزابيث الثانية.

على الرغم من هيمنة صناعة الطباعة، تم إنشاء شركات أخرى أيضًا في شارع فليت. تأسست جمعية السيارات في مبنى رقم 18 شارع فليت في عام 1905. منذ هجرة ما بعد وابينغ، أصبح شارع فليت أكثر ارتباطًا بالمهن الاستثمارية والقانونية والمحاسبية. على سبيل المثال، يقع فنادق فنادق المحكمة وغرف المحامين في الأزقة وحول الأفنية قبالة شارع فليت نفسه، وأصبحت العديد من مكاتب الصحف القديمة مقرًا للعديد من الشركات في لندن. أحد الأمثلة هو غولدمان ساكس، التي تقع مكاتبها في مبنى ديلي تلغراف القديم وليفربول أيكو في محكمة بيتربورو وميرسي هاوس.
يعمل جيم هواري وشركاه [الإنجليزية]، أقدم بنك مملوك للقطاع الخاص في إنجلترا، في شارع فليت منذ 1672. تدعي شركة تشايلد آند كو، وهي الآن شركة فرعية مملوكة بالكامل لرويال بنك أوف سكوتلاند، أنها أقدم مؤسسة مصرفية مستمرة في الولايات المتحدة مملكة. تأسست عام 1580 ومقرها رقم 1 شارع فليت، بجوار تمبل بار، منذ عام 1673. انتقلت شركة المحاماة فريشفيلدز إلى مبنى رقم 65 شارع فليت في عام 1990.

## مباني بارزة

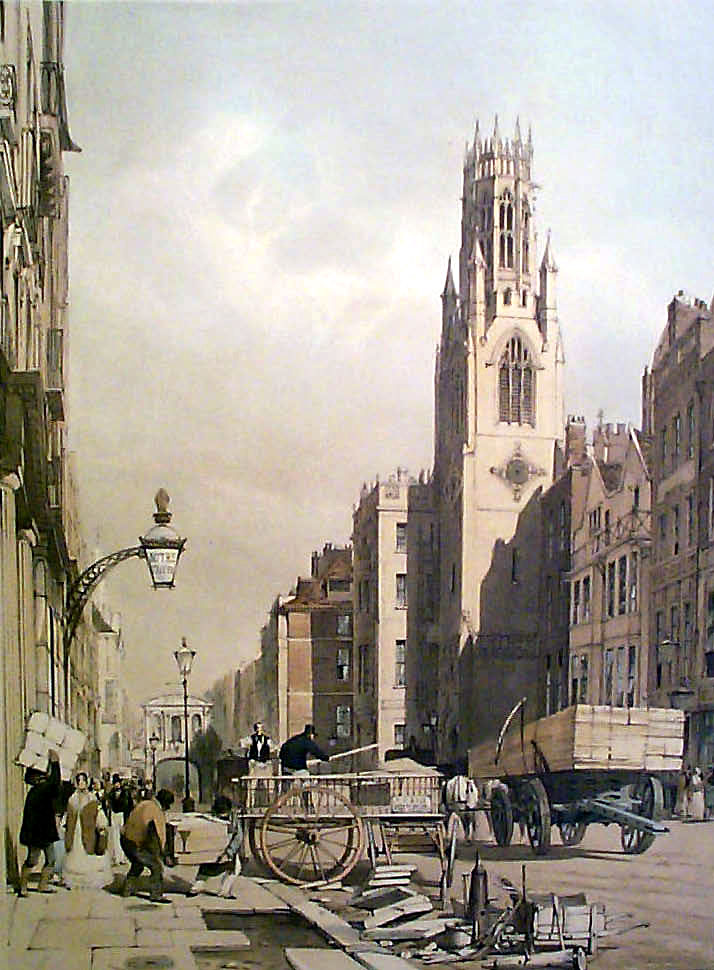
كنيسة سانت دونستان في شارع فليت، في الصورة عام 1842

في أواخر العصور الوسطى، كان لرجال الدين الكبار قصور لندن في الشوارع. أسماء الأماكن التي بقيت على هذا الرابط هي محكمة بيتربورو ومحكمة سالزبوري بعد منازل أساقفتهم هنا؛ وبصرف النظر عن تأسيس فرسان الهيكل "على شارع وايتفرير يشار إلى كنيسة وايتفرير وبقايا لها غرفة مقباة تم الحفاظ عليها في منطقة العرض العامة. A الكرملي تأسست الكنيسة في فليت ستريت في 1253، ولكن تم تدميره خلال الإصلاح في 1545.
تخدم اليوم ثلاث كنائس الاحتياجات الروحية «للجماعات» الثلاث المرتبطة بمنطقة الشارع. تم بناء كنيسة المعبد بواسطة فرسان الهيكل عام 1162 وتخدم مهنة المحاماة. تأسست كنيسة القديسة برايد في أوائل القرن السادس وصممها السير كريستوفر ورين لاحقًا بأسلوب يكمل كنيسة سانت ماري لو بو في الشرق في المدينة. لا تزال كنيسة لندن الأكثر ارتباطًا بصناعة الطباعة. يعود تاريخ كنيسة سانت دونستان [الإنجليزية] أيضًا إلى القرن الثاني عشر الذي يكمل هذه الرعية المحلية (على عكس كنيسة النقابة) وهي موطن الكنيسة الأرثوذكسية الرومانية في لندن.

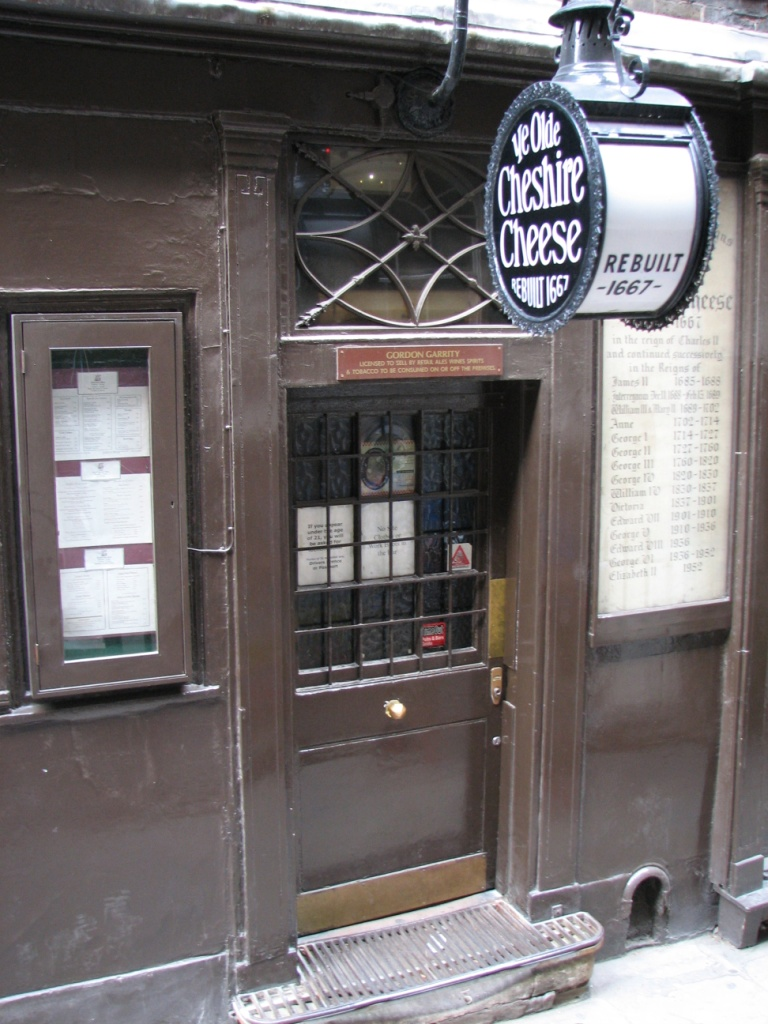
أيها العجوز تشيشير الجبن

إلى الجنوب توجد منطقة من المباني القانونية المعروفة باسم المعبد، والتي كانت في السابق ملكًا لفرسان الهيكل، والتي تضم في جوهرها اثنين من النزل الأربعة للمحكمة: المعبد الداخلي والمعبد الأوسط. يوجد في الجوار العديد من مكاتب المحامين (خاصة غرف المحامين). تم بناء بوابة الحراسة إلى ميدل تمبل لين من قبل السير كريستوفر رين في عام 1684. إلى الغرب، عند التقاطع مع ستراند توجد محاكم العدل الملكية  بينما في الطرف الشرقي من الشارع توجد أولد بيلي بالقرب من سيرك لودجيت [الإنجليزية].
كطريق رئيسي يؤدي من وإلى المدينة، اشتهر شارع فليت بشكل خاص بالحانات والمقاهي. يتردد عليها العديد من الشخصيات الأدبية والسياسية البارزة مثل صامويل جونسون، وكان الصحفيون يجتمعون بانتظام في الحانات لجمع القصص. البعض، مثل أيها العجوز تشيشير الجبن في مبنى رقم 22 وأيها العجوز تشيشير الجبن في مبنى رقم 145، نجوا حتى القرن الحادي والعشرين وهي مدرجة في الدرجة الثانية. انتقل بار النبيذ إل فينو إلى مبنى رقم 47 في عام 1923، سرعان ما اكتسب شعبية بين المحامين والصحفيين. لم يُسمح للنساء بدخول نقابة المحامين حتى عام 1982، وبعد ذلك فقط بسبب أمر من المحكمة. بنك إنجلترا القديم، الذي كان من 1888 إلى 1975 بيتًا تجاريًا للبنك المركزي للبلاد، أصبح الآن حانة مسجلة من الدرجة الثانية.
منذ عام 1971، كان الجانب الجنوبي من الشارع جزءًا من منطقة منطقة الحفاظ على شارع فليت، والتي تضمن صيانة المباني بانتظام والحفاظ على طابع الشارع. توسعت المنطقة إلى الجانب الشمالي في عام 1981.

## الآثار والتماثيل

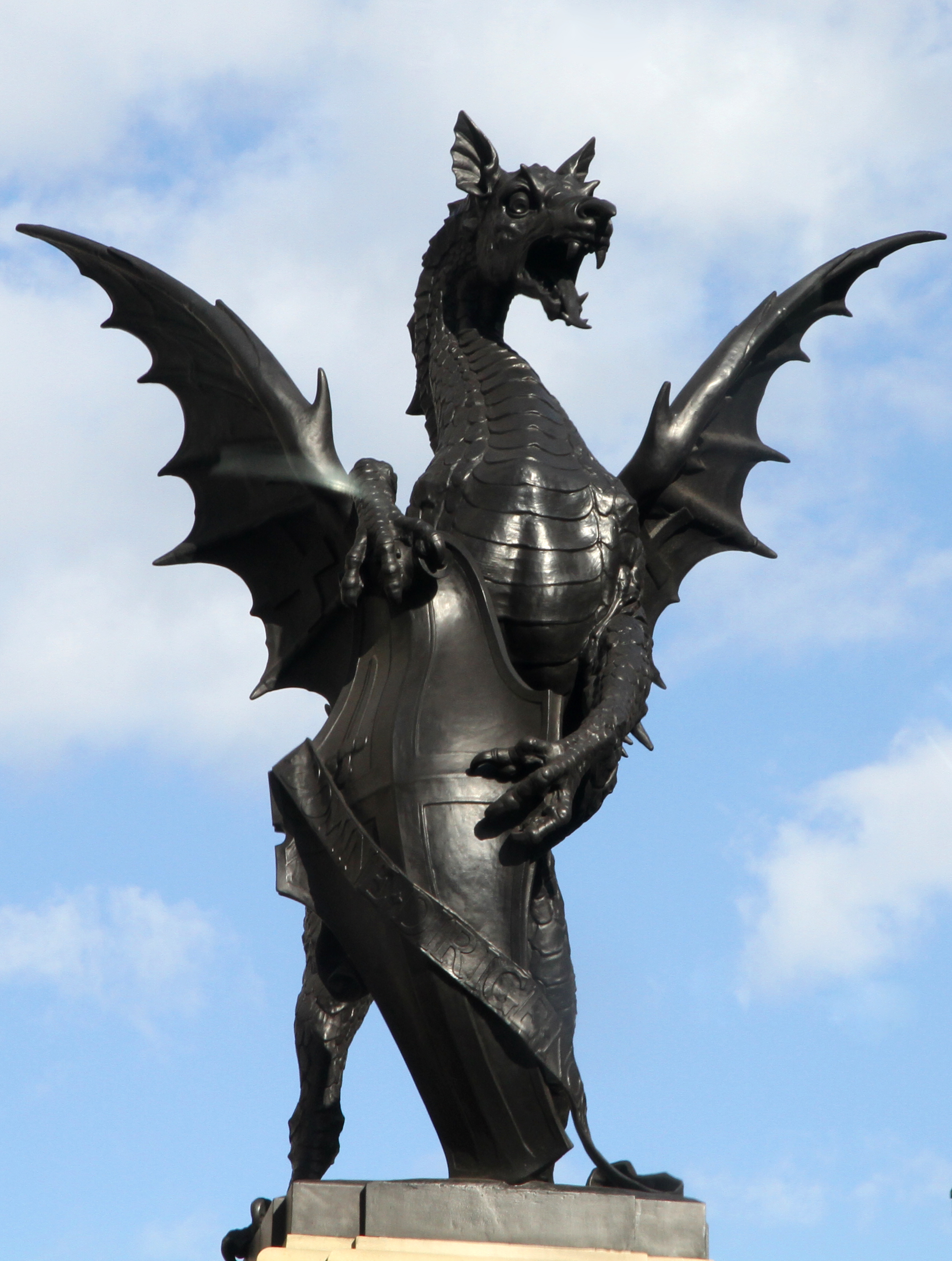
تمبل بار ماركر، أحد علامة حدود التنين مدينة لندن.

تحتوي المنطقة المحيطة بشارع فليت على العديد من التماثيل والنصب التذكارية لشخصيات عامة بارزة. في الركن الشمالي الشرقي يوجد تمثال نصفي لإدغار والاس، وتمثيل كامل الطول لماري، ملكة اسكتلندا في مكان بالطابق الأول في مبنى رقم 143-144 بتكليف من جون توليماش سنكلير. فوق مدخل المدرسة القديمة لسانت دونستان يوجد تمثال للملكة إليزابيث الأولى قدمه لودجيت الجديد في ذلك الوقت في عام 1586 بواسطة ويليام كيروين. تم نقله إلى هنا بعد هدم البوابة عام 1776.  بجوار هذا تمثال نصفي للورد نورثكليف، مالك الصحيفة، والمؤسس المشارك لصحيفة ديلي ميل وديلي ميرور. في رقم. 72 هو تمثال نصفي للصحفي الأيرلندي وعضو البرلمان تي بي أوكونور، تم بناؤه عام 1934 من قبل إف دبليو دويل جونز.
على الجانب الجنوبي من الشارع، توجد بالقرب من النصب التذكارية والمعالم الأثرية، توجد علامة تمبل بار حيث كان تمبل بار (بوابة) يستخدم للوقوف حتى تمت إزالته في عام 1878. تم تصميم العلامة من قبل السير هوراس جونز في عام 1880. تمثال لغريفين في الأعلى (يُطلق عليه لقب «غريفين»)، وتمثال للملكة فيكتوريا في مكانة في الجانب.
في حدائق المعبد الداخلية نصب تذكاري لتشارلز لامب. في ميدان سالزبوري توجد مسلة تخليدًا لذكرى روبرت وايثمان، عمدة لندن بين عامي 1823 و 1833، ولوحة زرقاء تخلد ذكرى مسقط رأس كاتب اليوميات والسكرتير البحري صمويل بيبس.

## سكان بارزين
يرتبط العديد من الكتاب والسياسيين بشارع فليت، إما كمقيمين أو نظاميين في الحانات المختلفة، بما في ذلك بن جونسون وجون ميلتون وإيزاك والتون وجون درايدن وإدموند بورك وأوليفر جولدسميث وتشارلز لامب. عاش مؤلف المعاجم صامويل جونسون في ساحة غوف قبالة شارع فليت بين عامي 1748 و 1759 ؛ نجا المبنى حتى القرن الحادي والعشرين. كان رسام الخرائط جون سينكس يمتلك متجر خرائط، علامة الكرة الأرضية، في شارع فليت بين عام 1725 ووفاته عام 1736. دفن وينكين دو وورد في كنيسة القديسة العروس عام 1535، كما كان الشاعر ريتشارد لوفليس عام 1657، بينما تم تعميد صموئيل بيبس هناك عام 1633.
كان مقر الجمعية الملكية في كرين كورت من عام 1710 إلى عام 1782، عندما انتقلت إلى منزل سومرست على ستراند.